# 13096 Tigris
13096 Tigris este o planetă minoră (asteroid) din centura de asteroizi. A fost descoperită pe 27 ianuarie 1993 la observatoire de la Côte d'Azur⁠(d) de Eric Walter Elst și a fost numită după Tigru. 
Obiectul prezintă o orbită caracterizată de o semiaxă mare de 3,6563668 UAi, o excentricitate de 0,03, o înclinație de 2,27394 ° în raport cu ecliptica.